# Булухта (река)
Булухта — река в России, протекает по Шебалинскому району Республики Алтай и Алтайскому району Алтайского края. Устье реки находится в 7 км от устья реки Черга по левому берегу. Длина реки составляет 24 км. Высота устья — 530 м над уровнем моря.

## Притоки
(указано расстояние от устья)
- 2 км: река Рыбнушка (пр)
- 3 км: река Мугута (пр)
- 6 км: река Мещанка (пр)
- Лебедкин
- Борискин
- Ипчун
- Белая
- Медвежий
- Колбин
- Ильинка
- Кортополов
- Ипчунёнок
- Волчья Поляна

## Данные водного реестра
По данным государственного водного реестра России относится к Верхнеобскому бассейновому округу, водохозяйственный участок реки — Катунь, речной подбассейн реки — Бия и Катунь. Речной бассейн реки — (Верхняя) Обь до впадения Иртыша.